# Ursulinas del Sagrado Corazón de Jesús Agonizante
La Congregación de Hermanas Ursulinas del Sagrado Corazón de Jesús Agonizante (en latín: Congregatio Sororum Ursulinarum a Sacro Corde Iesu Agonizantis) es un congregación religiosa católica femenina, de vida apostólica y de derecho pontificio, fundada en 1908 por la religiosa austriaca, de origen polaco, Urszula Ledóchowska, en San Petersburgo (Rusia). A las religiosas de este instituto se les conoce como Ursulinas grises, y posponen a sus nombres las siglas U.S.K.J.

## Historia

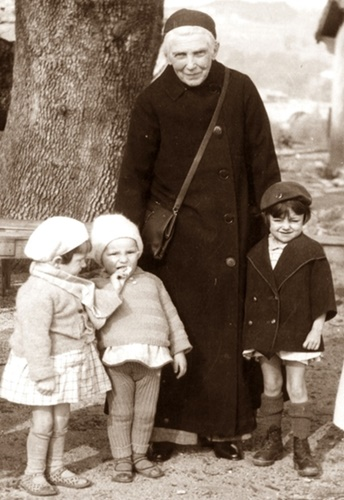
Urszula Ledóchowska (1865-1939), fundadora del instituto, es venerada como santa en la Iglesia católica.

La congregación fue fundada por un grupo de religiosas ursulinas polacas en San Petersburgo (Rusia), a la cabeza de Urszula Ledóchowska, en 1907, para la instrucción y formación cristiana de la juventud en el liceo e internado de Santa Catalina. En 1908 la casa de San Petersburgo se independiza totalmente de la de Cracovia con el nombre de Compañía de Santa Úrsula de San Petersburgo. Sin embargo a causa de la hostilidad del régimen ruso contra las instituciones católicas, gran parte de su permanencia en Rusia fue clandestina, hasta que en 1914, descubiertas, Ledóchowska y sus compañeras fueron expulsadas del país. Este permitió que las religiosas se establecieran en los países escandinavos. El monasterio de San Petersburgo fue trasladado a Pniewy (Polonia).
El instituto recibió la aprobación como congregación religiosa de derecho diocesano por el arzobispo de Poznań. El papa Benedictino XV, elevó el instituto a congregación religiosa de derecho pontificio, mediante decretum laudis del 7 de junio de 1920. Fecha que el instituto reconoce como la fundación, tomando el nombre actual.

## Personajes ilustres
Entre las religiosas del instituto destaca Urszula Ledóchowska (1865-1939), religiosa austriaca, de origen polaco, quien además de ser la fundadora del instituto es venerada como santa en la Iglesia católica. Fue primero beatificada y luego canonizada por el papa Juan Pablo II. Al instituto perteneció Andrzeja Górska (1917-2007), religiosa polaca y superiora general (1964-1983), declarada por Israel como justo entre las Naciones, por su ayuda al pueblo judío, durante la Segunda Guerra Mundial.

## Organización
La Congregación de Hermanas Ursulinas del Sagrado Corazón de Jesús Agonizante es un instituto religioso de derecho pontificio y centralizado, cuyo gobierno es ejercido por una superiora general. La sede central se encuentra en Roma (Italia).
Las Ursulinas grises se dedican a la educación de la juventud y a la pastoral social y sanitaria. En 2017, el instituto contaba con 760 religiosas y 92 comunidades, presentes en Alemania, Argentina, Bielorrusia, Brasil, Canadá, Filipinas, Finlandia, Francia, Italia, Polonia, Tanzania y Ucrania.